# Тахэ (уезд)
Тахэ́ (кит. упр. 塔河, пиньинь Tǎhé) — уезд округа Да-Хинган-Лин провинции Хэйлунцзян (КНР).

## География
Уезд расположен в центральной части округа. Граничит с городским уездом Мохэ (на западе), уездом Хума (на востоке), районами Синьлинь и Хучжун (на юге), а также по реке Амур с Россией (на севере).
Уезд характеризуется довольно суровым климатом с коротким тёплым дождливым летом и продолжительной холодной засушливой зимой. Климат обуславливается влиянием муссоном, около 75 % всех осадков выпадает в период с июня по сентябрь. Зимой формируется сравнительно небольшой снежный покров, всего несколько сантиметров, однако, он может не таять вплоть до мая. Территория Тахэ относится к островной зоне распространения вечной мерзлоты, что сильно ограничивает здесь хозяйственную деятельность.

## Административное деление
Уезд делится на 3 посёлка, 2 волости и 1 национальную волость.
| 1                | Тахэ      | 塔河镇             | поселок     | 51 635 | 52°19′40″ с. ш. 124°42′01″ в. д. |
| 2                | Паньгу    | 盘古镇             | поселок     | 6 257  | 52°42′14″ с. ш. 123°51′57″ в. д. |
| 3                | Валагань  | 瓦拉干镇           | поселок     | 4 695  | 52°35′09″ с. ш. 124°32′12″ в. д. |
| 4                | Кайкукан  | 开库康乡           | волость     | 1 844  | 53°07′40″ с. ш. 124°48′56″ в. д. |
| 5                | Исикэнь   | 依西肯乡           | волость     | 1 711  | 52°56′47″ с. ш. 125°41′32″ в. д. |
| 6                | Шибачжань | 十八站鄂伦春民族乡 | нац.волость | 5 110  | 52°25′40″ с. ш. 125°24′36″ в. д. |
| Карта уезда Тахэ |           |                    |             |        |                                  |
| Уезд Тахэ        |           |                    |             |        |                                  |

## История
Изначально эти земли входили в состав уезда Хума. В августе 1960 года был основан посёлок Тахэ. В августе 1964 года в Особом районе Да-Хинган-Лин (大兴安岭特区) было образовано четыре района (административные единицы уездного уровня), одним из которых стал Район Тахэ. Решением Госсовета КНР от 14 мая 1981 года из района Тахэ и части земель уезда Хума был образован уезд Тахэ.

## Население
Население Тахэ по данным на 1999 год составляет 106 732 человека.